# Polizeiruf 110: Der Fall Sikorska
Der Fall Sikorska ist ein Fernsehfilm aus der Krimireihe Polizeiruf 110. Die 373. Folge der Filmreihe wurde am 25. November 2018 im Programm der ARD Das Erste erstmals ausgestrahlt. Es ist der 14. Fall der von Maria Simon gespielten Kriminalhauptkommissarin Olga Lenski und der sechste Fall, den sie gemeinsam mit dem von Lucas Gregorowicz verkörperten Kriminalhauptkommissar Adam Raczek zu lösen hat. Die Haupt-Gaststars dieser Folgen sind Lina Wendel, Götz Schubert, Jan Krauter und Krzystof Franieczek.

## Handlung
Die 19-jährige Paula Borchert wird bei Frankfurt tot aus der Oder geborgen. Kriminalhauptkommissarin Olga Lenski und ihr Kollege Adam Raczek nehmen die Ermittlungen auf. Sie verfolgen zwei Spuren: Paula war bei dem alleinerziehenden Leo Heise als Au-pair angestellt. Dessen Vater Gerd Heise wurde vor 15 Jahren beschuldigt, seine Stieftochter Julia sexuell belästigt zu haben; diese verschwand wenig später spurlos. Julias leiblicher Vater Pawel Sikorski hält ihn für schuldig am Verschwinden des Mädchens und hält es für wahrscheinlich, dass er auch für den gewaltsamen Tod von Paula verantwortlich ist. Laut Obduktion und DNA-Analyse hatte Paula vor ihrem Tod Geschlechtsverkehr mit dem jungen Polen Marcin Zieliński.
Marcin räumt zunächst ein, mit Paula wenige Tage vor ihrem Tod geschlafen zu haben. Dies sei einmalig und auf Drängen von Paula passiert, als er sie nach einer Feier nach Hause gefahren hatte. Er lebt in einer Beziehung mit Milena Kaczmarek, die von diesem Vorfall nichts erfahren solle. Gerd Heise bestreitet, Julia oder Paula jemals zu nahegekommen zu sein. Lenski findet jedoch heraus, dass er vor acht Jahren eine Anstellung in Potsdam aufgab, nachdem er dort versucht haben soll, eine junge Kollegin zu vergewaltigen. Diese, Kerstin Briese, zeigte ihn damals jedoch wegen unzureichender Beweislage nicht an und ist auch nach wie vor nicht bereit, bei der Polizei auszusagen. Von Sikorski erfährt Lenski jedoch, dass Heise am Tag des Verschwindens von Julia, anders als in den Dienstplänen vermerkt, nicht im Krankenhaus war, sondern sich bei zwei Operationen von einem Kollegen vertreten ließ.
Als Milena auf Marcins Laptop heimlich angefertigte Aufnahmen von Paula findet, meldet sie dies bei der Polizei. Im anschließenden Verhör durch Raczek räumt Marcin ein, sich mit Paula am Abend des Verschwindens getroffen zu haben. Er habe gewollt, dass sie bleibe. Dies reicht Raczek für eine Festnahme. Bei Lenski hat sich inzwischen Briese gemeldet. Sie ist nun bereit auszusagen und übergibt Lenski auch Fotos von ihren damaligen Verletzungen, die ihr Anwalt seinerzeit angefertigt hatte. Die Aussage einer früheren Mitschülerin Julias deutet zudem darauf hin, dass Julia sich mit Heise treffen wollte. Dieser behauptet dennoch, in diesem Zeitraum im Operationssaal gewesen zu sein. Aufgrund des Vorwurfs der versuchten Vergewaltigung und der widersprüchlichen Angaben zum Aufenthalt Heises, lässt Lenski das Hausgrundstück der Heises kriminaltechnisch untersuchen. Im Haus lassen sich Reste beseitigter Blutspuren nachweisen und in einem trockengefallenen Brunnen im Garten der Heises wird Julias Leiche gefunden.

## Produktionsnotizen
Der Film wurde vom 5. Juni bis zum 6. Juli 2018 in Berlin, Frankfurt (Oder) und in Polen gedreht. Ein Teil der Dialoge ist auf Polnisch, deren deutsche Übersetzung als Untertitel eingeblendet wird.

## Rezeption

### Kritiken
„Wie Regisseur Kornatz greifen auch die Drehbuchautoren Bernd Lange und Hans-Christian Schmid mit diesem Krimi ein schon mal von ihnen behandeltes Thema auf, nämlich das der schleichenden Entfremdung innerhalb von Familien, das sie schon in der ARD-Serie ‚Das Verschwinden‘ beschrieben haben. Ihren deutsch-polnischen ‚Polizeiruf‘, den sie erfreulicherweise über Strecken zweisprachig in Szene gesetzt haben, halten sie nun ermittlungstechnisch gekonnt in der Schwebe.“

„So windet sich ‚Der Fall Sikorska‘ von Regisseur Stefan Kornatz […], berührt Gegenwart und Vergangenheit, berührt die ‚Me Too‘-Debatte, berührt standortentsprechend auch deutsch-polnische Befindlichkeiten, berührt vieles und rührt nicht richtig. Ein klassischer Krimi, geprägt von erzählerischer Betulichkeit. Mal so gesagt: Die Oder ist diesmal ein sehr langer, sehr ruhiger Fluss.“

### Einschaltquote
Die Erstausstrahlung von Der Fall Sikorska am 25. November 2018 wurde in Deutschland von 8,74 Millionen Zuschauern gesehen und erreichte einen Marktanteil von 24,4 % für Das Erste.